# العلاقات الألمانية البليزية
العلاقات الألمانية البليزية هي العلاقات الثنائية التي تجمع بين ألمانيا وبليز.

## مقارنة بين البلدين
هذه مقارنة عامة ومرجعية للدولتين:
| وجه المقارنة                                              | ألمانيا                                                                              | بليز         |
| --------------------------------------------------------- | ------------------------------------------------------------------------------------ | ------------ |
| المساحة (كم2)                                             | 357.41 ألف                                                                           | 22.97 ألف    |
| عدد السكان (نسمة)                                         | 81.29 مليون                                                                          | 374.68 ألف   |
| الكثافة السكانية (ن./كم²)                                 | 227.44                                                                               | 16.31        |
| العاصمة                                                   | بون، برلين                                                                           | بلموبان      |
| اللغة الرسمية                                             | اللغة الألمانية                                                                      | لغة إنجليزية |
| العملة                                                    | يورو، مارك ألماني                                                                    | دولار بليزي  |
| الناتج المحلي الإجمالي (بليون دولار)                      | 3.68 تريليون                                                                         | 1.84 مليار   |
| الناتج المحلي الإجمالي (تعادل القوة الشرائية) بليون دولار | 3.92 تريليون                                                                         | 3.05 مليار   |
| الناتج المحلي الإجمالي الاسمي للفرد دولار أمريكي          | 41.31 ألف                                                                            | 4.88 ألف     |
| الناتج المحلي الإجمالي للفرد دولار أمريكي                 | 46.40 ألف                                                                            | 8.42 ألف     |
| مؤشر التنمية البشرية                                      | 0.926                                                                                | 0.715        |
| رمز المكالمات الدولي                                      | +49                                                                                  | +501         |
| رمز الإنترنت                                              | .de                                                                                  | .bz          |
| المنطقة الزمنية                                           | توقيت وسط أوروبا، ت ع م+01:00، ت ع م+02:00، توقيت أوروبا الوسطى المعياري (ت غ م +1) ‏ | 00           |

## منظمات دولية مشتركة
يشترك البلدان في عضوية مجموعة من المنظمات الدولية، منها:
| علم المنظمة | اسم المنظمة                        | تاريخ انضمام ألمانيا | تاريخ انضمام بليز |
| ----------- | ---------------------------------- | -------------------- | ----------------- |
|             | مؤسسة التمويل الدولية              | 20 يوليو 1956        | 19 مارس 1982      |
|             | بنك التنمية الكاريبي ‏              | ?                    | ?                 |
|             | يونسكو                             | 11 يوليو 1951        | 10 مايو 1982      |
|             | منظمة حظر الأسلحة الكيميائية       | 29 أبريل 1997        | ?                 |
|             | الاتحاد الدولي للاتصالات           | 1866                 | 16 ديسمبر 1981    |
|             | الأمم المتحدة                      | 18 سبتمبر 1973       | 25 سبتمبر 1981    |
|             | منظمة الشرطة الجنائية الدولية      | ?                    | ?                 |
|             | البنك الدولي للإنشاء والتعمير      | 14 أغسطس 1952        | 19 مارس 1982      |
|             | الاتحاد البريدي العالمي            | 1 يوليو 1875         | ?                 |
|             | مؤسسة التنمية الدولية              | 24 سبتمبر 1960       | 19 مارس 1982      |
|             | منظمة التجارة العالمية             | ?                    | ?                 |
|             | الفريق المعني برصد الأرض           | ?                    | ?                 |
|             | وكالة ضمان الاستثمار متعدد الأطراف | 12 أبريل 1988        | 29 يونيو 1992     |

## وصلات خارجية
- موقع وزارة الخارجية الألمانية
- موقع وزارة الخارجية البليزية